# Vença
Vença (nom occità, en francès Vence) és un municipi francès situat al departament dels Alps Marítims i a la regió de Provença – Alps – Costa Blava. L'any 1999 tenia 16.982 habitants.

## Demografia
| Evolució de la població |       |       |       |       |       |       |       |       |
| 1793                    | 1800  | 1806  | 1821  | 1831  | 1836  | 1841  | 1846  | 1851  |
| 2 615                   | 2 657 | 3 020 | 3 045 | 3 612 | 3 156 | 3 165 | 3 101 | 2 974 |

| 1856  | 1861  | 1866  | 1872  | 1876  | 1881  | 1886  | 1891  | 1896  |
| ----- | ----- | ----- | ----- | ----- | ----- | ----- | ----- | ----- |
| 2 733 | 2 710 | 2 755 | 2 828 | 2 770 | 2 761 | 2 903 | 3 103 | 3 043 |

| 1901  | 1906  | 1911  | 1921  | 1926  | 1931  | 1936  | 1946  | 1954  |
| ----- | ----- | ----- | ----- | ----- | ----- | ----- | ----- | ----- |
| 3 124 | 3 208 | 3 498 | 3 090 | 4 192 | 4 876 | 5 495 | 5 685 | 6 278 |

| 1962  | 1968  | 1975   | 1982   | 1990   | 1999   | 2006 | 2011 | 2016 |
| ----- | ----- | ------ | ------ | ------ | ------ | ---- | ---- | ---- |
| 7 874 | 9 420 | 11 385 | 13 119 | 15 330 | 16 982 | -    | -    | -    |

| 2019 | - | - | - | - | - | - | - | - |
| ---- | - | - | - | - | - | - | - | - |
| -    | - | - | - | - | - | - | - | - |

## Administració
| Període   | Identitat          | Partit  |
| --------- | ------------------ | ------- |
| 1983-1989 | Bernard Demichelis | RPR-UDF |
| 1989-2001 | Christian Iacono   | UDF     |
| 2001-2008 | Pierre Marchou     | UMP     |
| 2008-2009 | Christian Iacono   | PR      |
| 2008-     | Régis Lebigre      | PR      |

## Agermanaments
- Stamford (Lincolnshire)
- Ouahigouya
- Lahnstein

## Personatges relacionats
- El pedagog Célestin Freinet hi creà la seva escola el 1935.